# Slinge (métro de Rotterdam)
Slinge est une station de passage de la ligne D et terminus sud de la ligne E du métro de Rotterdam. Elle est située entre les quartiers Pendrecht (nl) et Zuidwijk (nl) au carrefour du Zuiderparkweg et le Slinge au sud de la ville de Rotterdam aux Pays-Bas.
Mise en service en 1970, elle devient une station de la ligne D en 2009 et également une station terminus de la ligne E en 2011. Elle est desservie par les rames des lignes D et E.

## Situation sur le réseau

Plan du métro.

Établie en aérien, la station Slinge, est le terminus sud de la ligne E sur la section commune avec la ligne D. Sur la ligne E, elle est située avant la station Zuidplein, en direction du terminus nord-ouest La Haye-Centrale, et sur la ligne D, elle est située entre la station Zuidplein, en direction du terminus ouest Rotterdam-Centrale, et la station Rhoon, en direction du terminus sud De Akkers,,.
Elle dispose de trois voies desservants un quai latéral et un quai central.

## Histoire
La station Slinge est mise en service le 25 novembre 1970, lors de l'ouverture à l'exploitation de la section de Zuiplein à Sligne. elle devient une station de passage le 25 octobre 1974, lors de l'ouverture de la section suivante de Sligne à Zalmplaat.
En décembre 2009, lors de la réorganisation et la nouvelle dénomination des lignes du métro, elle devient une station de passage de la ligne D. C'est le 11 décembre 2011 qu'elle devient un terminus de la ligne E.

## Services aux voyageurs

### Accès et accueil
Située en aérien, avec un accès au niveau du sol, elle dispose d'escaliers et d'un ascenseur pour l'accessibilité des personnes à la mobilité réduite. La station est équipée d'automates pour l'achat ou la recharge de titres de transport.

### Desserte
Slinge : est desservie par les rames de la ligne D, en provenance ou à destination des terminus Rotterdam-Centrale et De Akkers ; et, terminus de la ligne E elle est desservie par les rames en provenance ou à destination du terminus nord-ouest La Haye-Centrale

Installations et desserte
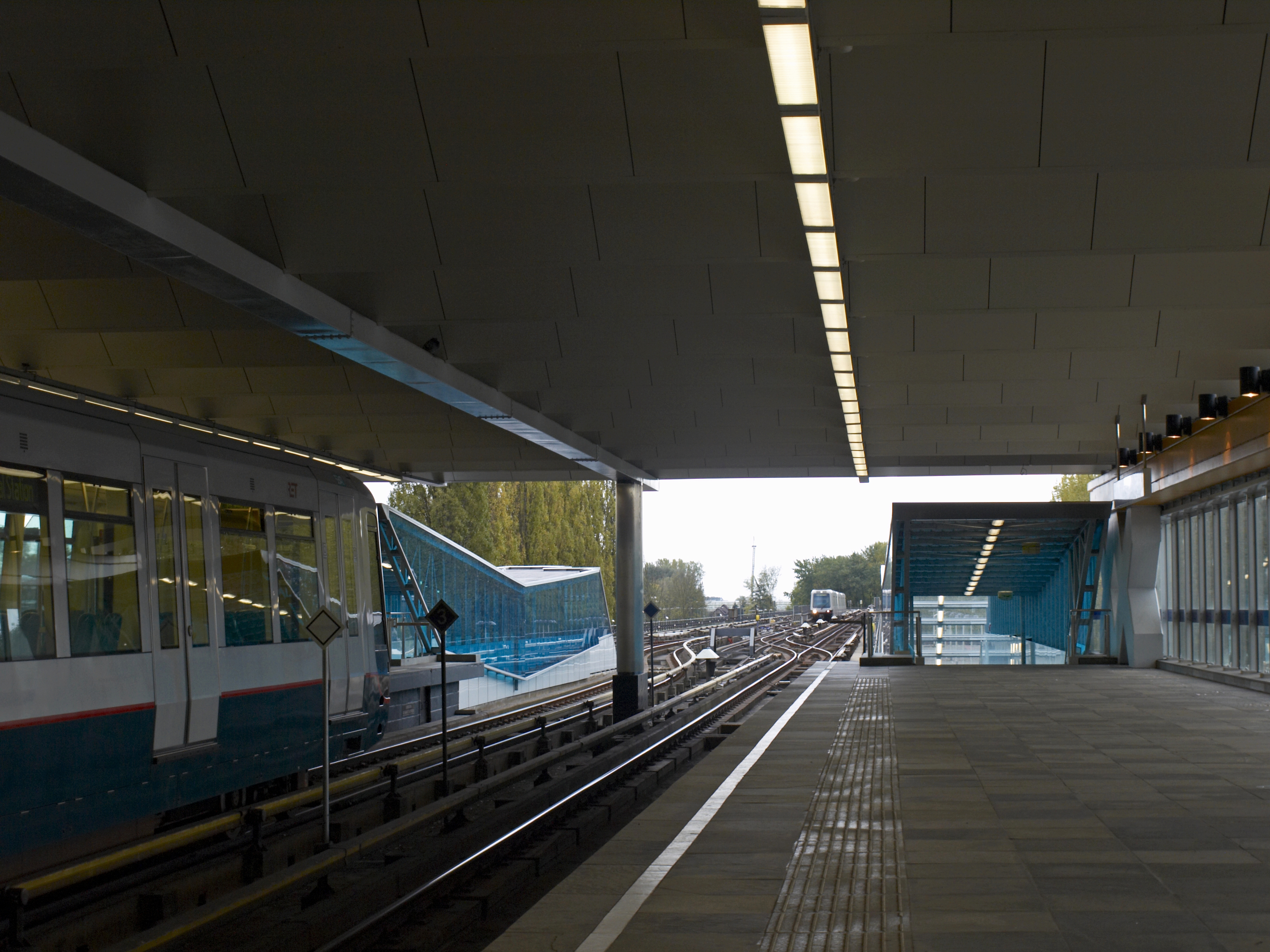
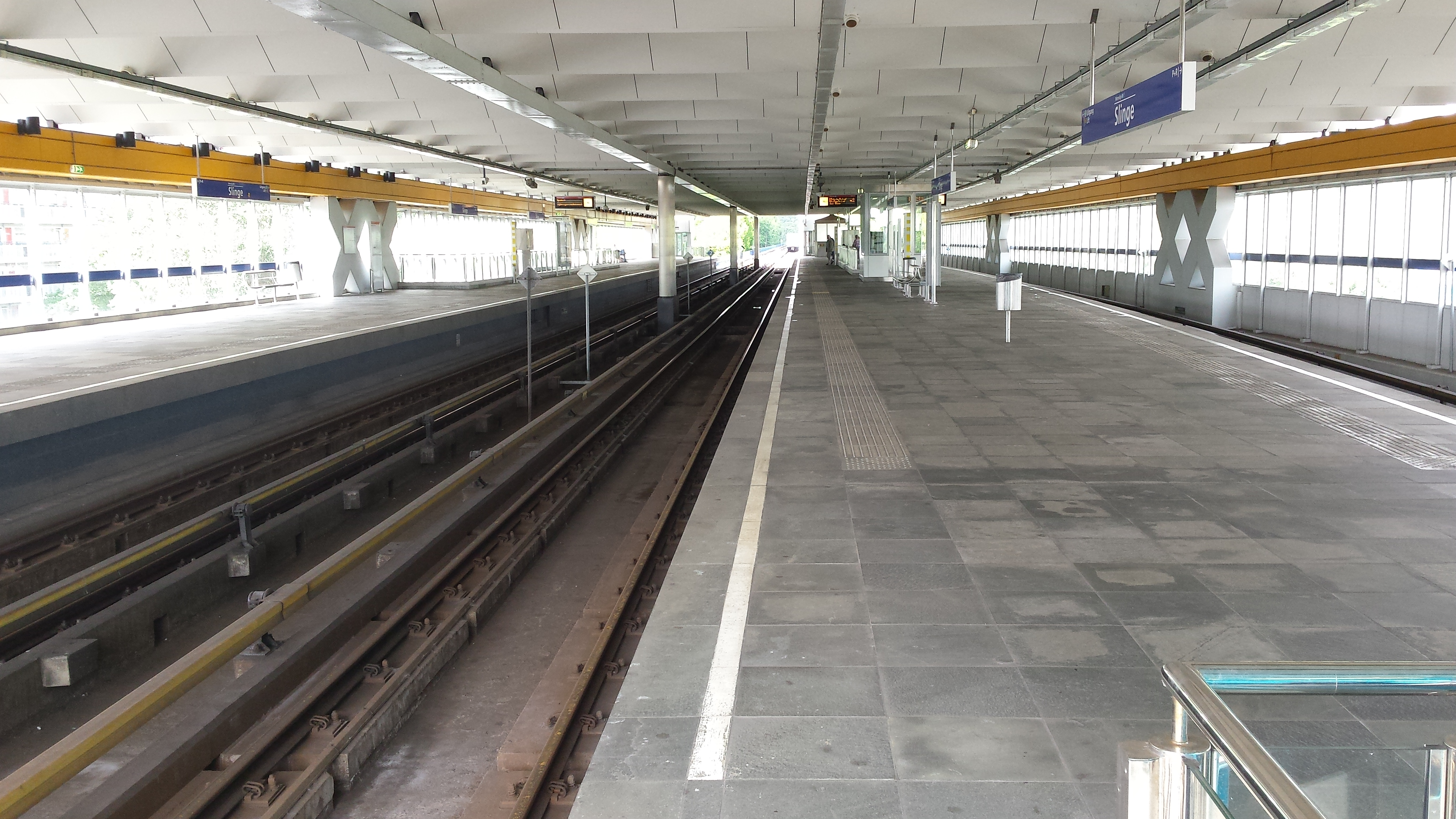
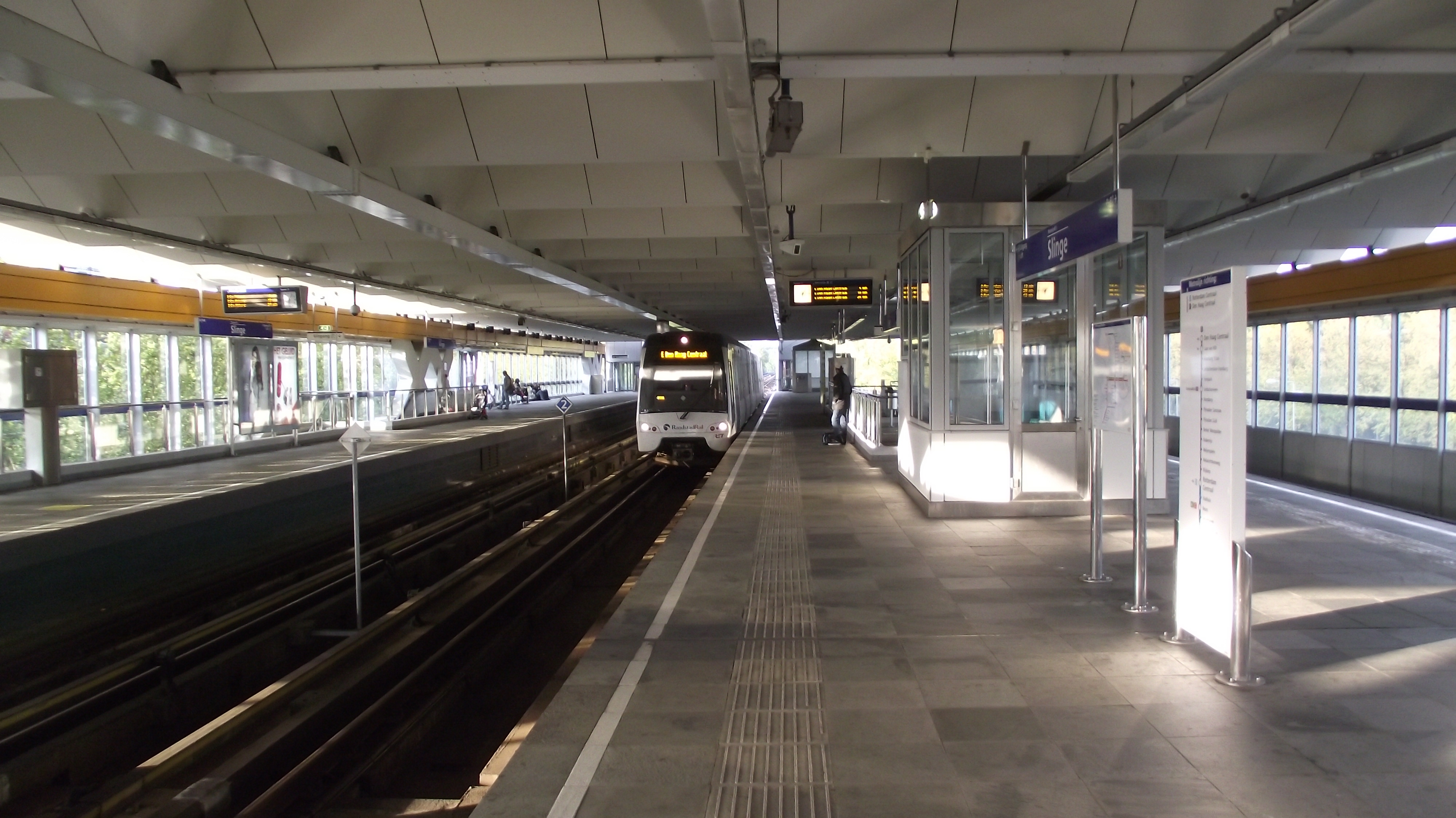

### Intermodalité
Elle est desservie par les bus des lignes 68, 69, 70, 72, 82, 183, 283, 567, 668 et bus de nuit BOB B7 et B11. Elle dispose d'un parc couvert et sécurisé pour les vélos, d'une station de vélos en libre-service OV-fiets et un parc relais P+R pour les véhicules.